# 阮玉柔淑
安吉公主阮玉柔淑（越南语：／；1819年12月16日—1886年），越南阮朝明命帝第九女，生母惠嬪陳氏勳。

## 生平
嘉隆十八年十月二十九日（1819年12月16日），阮玉柔淑在順化京城出生。紹治三年（1843年），公主25歲，下嫁新隆侯阮春之子阮賦。嗣德七年（1854年），嗣德帝封柔淑為安吉公主。同慶元年（1886年），柔淑去世，享年六十八歲，諡美淑，葬於承天府香水縣居正總月瓢社。
安吉公主育有一子二女。